# Цукролюб рудоволий
Цукролюб рудоволий (Promerops gurneyi) — вид горобцеподібних птахів родини цукролюбових (Promeropidae).

## Етимологія
Вид названий на честь англійського орнітолога Джона Генрі Герні.

## Поширення
Ендемік Південної Африки. Поширений у Зімбабве, Мозамбіку, Лесото, Есватіні та ПАР. Мешкає у фінбоші серед заростів протеї.

## Опис
Самець завдовжки 34-44 см завдовжки, самиця — 25-29 см. Вага обох до 25 г. Верх тіла темно-коричневий, черево біле, груди та верх голови рудо-коричневі. Гузно жовтого забарвлення. Дзьоб довгий та дещо зігнутий. У самця хвіст завдовжки до 30 см, у самиці значно коротший — до 10 см.

## Спосіб життя
Основу раціону складає нектар протеї. Також живиться павуками, жуками та літаючими комахами. При годівлі запилює квіти.
Шлюбний сезон триває з лютого по серпень. Кладка складається з 1-2 яєць. Інкубація триває 17 днів. Висиджує лише самиця. Молодь годують обидва батьки. У рік буває 2 виводки.